# Siniša Žugić
Siniša Žugić (in serbo Синиша Жугић?; 17 dicembre 1969) è un tuffatore e allenatore di tuffi jugoslavo, dal 2003 serbo-montenegrino e dal 2006 serbo.

## Biografia
Ha rappresentato la Jugoslavia ai Giochi olimpici estivi di Atlanta 1996 gareggiando nel concorso dei tuffi dal trampolino 3 metri, concludendo la gara con il trentottesimo posto in classifica.
Dopo il ritiro dall'attività agonistica è divenuto allenatore di tuffi per la Vračar Diving Club.